# Kreis Weißenburg
| Basisdaten                  | Basisdaten                  |
| --------------------------- | --------------------------- |
| Bundesstaat                 | Reichsland Elsaß-Lothringen |
| Bezirk                      | Unterelsaß                  |
| Verwaltungssitz             | Weißenburg                  |
| Fläche                      | 604 km² (1910)              |
| Einwohner                   | 56.579 (1910)               |
| Bevölkerungsdichte          | 94 Einw./km² (1910)         |
| Gemeinden                   | 83 (1910)                   |
| Lage des Kreises Weißenburg |                             |
|                             |                             |

Der Kreis Weißenburg war von 1871 bis 1920 ein deutscher Landkreis im Bezirk Unterelsaß des Reichslandes Elsaß-Lothringen. Das Gebiet des Kreises liegt heute im Arrondissement Haguenau-Wissembourg des französischen Départements Bas-Rhin. 

## Geschichte
Nachdem Elsaß-Lothringen durch den Frankfurter Friedensvertrag an das Deutsche Reich gefallen war, wurde 1871 aus dem bis dahin französischen Arrondissement Wissembourg der Kreis Weißenburg gebildet. Nach dem Ende des Ersten Weltkrieges wurde der Kreis im November 1918 von Frankreich besetzt und gehörte nach der Anschlusserklärung Elsaß-Lothringens an Frankreich am 6. Dezember 1918 und der Auflösung des Landes am 17. Oktober 1919 durch die französische Zentralregierung sowie endgültig mit dem Inkrafttreten des Versailler Vertrages am 10. Januar 1920 wieder als Arrondissement Wissembourg dem französischen Staat an. Im Zweiten Weltkrieg stand Elsaß-Lothringen von 1940 bis 1944 unter deutscher Besatzung und erhielt eine deutsche Zivilverwaltung. Während dieser Zeit bildete das Gebiet des Arrondissements Wissembourg den Landkreis Weißenburg. Der Kreis wurde nicht im völkerrechtlichen Sinne annektiert, sondern war dem Gauleiter für den Gau Baden in Karlsruhe als Chef der Zivilverwaltung unterstellt. Zwischen November 1944 und Februar 1945 wurde das Kreisgebiet von alliierten Streitkräften eingenommen und anschließend wieder Frankreich einverleibt.

## Einwohnerentwicklung
| Einwohner        | 1871   | 1890   | 1900   | 1910   |
| ---------------- | ------ | ------ | ------ | ------ |
| Kreis Weißenburg | 62.416 | 55.842 | 56.420 | 56.579 |

Gemeinden mit mehr als 1.500 Einwohnern (Stand 1910):
| Hatten           | 1.598 |
| Lauterburg       | 1.951 |
| Oberseebach      | 1.681 |
| Schleithal       | 1.935 |
| Selz             | 1.684 |
| Sulz unterm Wald | 1.515 |
| Weißenburg       | 6.772 |

## Politik

### Kreisdirektor
1871–187200Volkheimer
1872–188600Joseph Philipp von Stichaner (1838–1889)
1886–189000Johann Spiecker
1890–189100Ludwig Munzinger (kommissarisch)
1891–189800Sengenwald
1898–190600Heitz
1906–190900Kajetan von Bissingen-Nippenburg
1909–191100Karl Dippacher (kommissarisch)
1911–191800Emil Petri (1852–1918)

### Landesausschuss
1879 bis 1911 wählte der Kreis jeweils einen Vertreter in den Landesausschuss des Reichslandes Elsaß-Lothringen. Dies waren
1879–190000Florent Charpentier
1900–190800Adolf Goetz
1908–191100Alfred Wolf (1878–1949)

### Landkommissar
1940–999900Arnold Köpfler

### Landräte
1940–194200Arnold Köpfler
1942–999900Alois Wunsch
1942–194400Erich Stuible

## Gemeinden
Im Jahre 1910 umfasste der Kreis Weißenburg 83 Gemeinden. Am 2. September 1915 wurde der Name der Gemeinde Hegeney durch kaiserliche Verordnung amtlich in Hagenheim geändert.
| - Altenstadt - Aschbach - Beinheim - Biblisheim - Birlenbach - Bremmelbach - Bühl - Diefenbach - Drachenbronn - Dürrenbach - Eberbach bei Selz - Eberbach bei Wörth - Eschbach - Forstheim - Fröschweiler - Görsdorf - Gunstett - Hatten - Hegeney (ab 1915 Hagenheim) - Hermersweiler - Hofen | - Hohweiler - Hunspach - Ingolsheim - Keffenach - Kesseldorf - Kleeburg - Klimbach - Kröttweiler - Kühlendorf - Kutzenhausen - Lampertsloch - Langensulzbach - Laubach - Lauterburg - Leitersweiler - Lembach - Lobsann - Mattstall - Memmelshofen - Merkweiler - Mitschdorf | - Morsbronn - Mothern - Münchhausen - Neeweiler bei Lauterburg - Nehweiler bei Wörth - Niederbetschdorf - Niederlauterbach - Niederrödern - Niederseebach - Niedersteinbach - Oberbetschdorf - Oberdorf - Oberhofen - Oberlauterbach - Oberrödern - Oberseebach - Obersteinbach - Preuschdorf - Reimersweiler - Retschweiler - Riedselz | - Rittershofen - Rott - Salmbach - Schaffhausen - Scheibenhard - Schleithal - Schönenburg - Schwabweiler - Selz - Siegen - Steinselz - Stundweiler - Sulz unterm Wald - Surburg - Trimbach - Walburg - Weißenburg - Wingen - Winzenbach - Wörth an der Sauer |